# Anthony Callea
Anthony Cosmo Callea (Melbourne, 13 dicembre 1982) è un cantante australiano.

## Biografia
Callea, che è di origini italiane, ha raggiunto il successo partecipando, nel 2004, alla seconda edizione del programma televisivo Australian Idol, durante il quale è giunto in finale.
Fino al 2009 ha lavorato per l'etichetta Sony Music Australia. Il suo singolo di debutto, uscito nel dicembre 2004, è stato The Prayer, cover del brano cantato da Céline Dion e Andrea Bocelli. La versione di Callea ha avuto molto successo in Australia e l'eponimo album d'esordio Anthony Callea, uscito nel marzo 2005, è stato certificato due volte disco di platino.
Il secondo disco è stato pubblicato nel novembre 2006.
Nel periodo 2006-2008 si è dedicato alla recitazione partecipando alla serie TV It Takes Two. È inoltre un attore teatrale. Dal 2007 inoltre lavora come attore teatrale soprattutto per musical.
Nel 2012 è uscito l'EP Last to Go, seguito nell'aprile 2013 dal terzo album in studio Thirty. Sempre nel 2013 ha pubblicato un album natalizio.
Nell'agosto 2014 ha pubblicato un album dal vivo e DVD in tributo a George Michael.
Nel settembre 2016 pubblica il suo quinto album in studio Backbone, prodotto da James Roche dei Bachelor Girl. Gli fa seguito, un anno dopo, ARIA Number 1 Hits in Symphony, un album realizzato con la Melbourne Symphony Orchestra contenente una selezione dei brani che hanno raggiunto la prima posizione nella ARIA Charts.

## Vita privata
Callea è gay e nel 2014 si è sposato con l'attore Tim Campbell in Nuova Zelanda. I due avevano diffuso la notizia del loro fidanzamento nel 2008.

## Discografia

### Album studio
- 2005 - Anthony Callea
- 2006 - A New Chapter
- 2013 - Thirty
- 2013 - This Is Christmas
- 2016 - Backbone
- 2017 - ARIA Number 1 Hits in Symphony

### Live
- 2014 - Ladies & Gentleman: The Songs of George Michael

### EP
- 2012 - Last to Go